# Луи Барту
Жан-Луи Барту (на френски: Jean Louis Barthou) (25 август 1862 – 9 октомври 1934) е френски политик от периода на Третата френска република.

## Биография
Роден е в Олорон-Сент-Мари във френската област Аквитания на 25 август 1862 г. Има юридическо образование, но бързо се пренасочва към политиката. Експерт по право и история на трейдюнионите.
Избран за депутат във френския парламент за първи път през 1889 г. От 1894 г. заема министерски кресла (включително министър на отбраната), а от 22 март 1913 г. до 9 декември 1913 г. е министър-председател на Франция. Председател на репарационната комисия от 1922 до 1926 г.
На 9 февруари 1934 г. встъпва в длъжност като министър на външните работи. Той е ключова фигура за изработването на френско-съветския договор за взаимопомощ, който е подписан от наследника му Пиер Лавал.
Като министър на външните работи Барту посреща югославския крал Александър I по време на неговото посещение през октомври 1934 г., когато и двамата са убити в Марсилия на 9 октомври 1934 г.

## Убийство
На 9 октомври Александър І е застрелян от Владо Черноземски, който е прострелян от полицейски ескорт и умира на същия ден. Барту също е ранен и умира от загуба на кръв от раменната артерия (грижите за него се оказват твърде закъснели).
Балистичният доклад за куршумите, открити в автомобила, в който е извършен атентатът, е изготвен през 1935 г., но не е представен на разположение на обществеността до 1974 г. Публикуван е за първи път от белгийския историк Жак дьо Лоне. Докладът разкрива, че министърът е бил ударен от куршум 8 mm калибър, 1892 модел – калибър и модел, използвани от френската полиция.
През 1957 г. източногерманският вестник Neues Deutschland (Нова Германия) публикува предполагаема кореспонденция между Херман Гьоринг и Ханс Шпайдел – тогава помощник военен аташе на Германия в Париж, достигнал до висок военен пост в НАТО през 1957 г.
Съгласно публикуваната кореспонденция смъртта на Барту е умишлена и убийството е планирано и подготвено от германците с личното одобрение на Хитлер. Тази версия се повтаря в книгата и във филма „Операция „Тевтонски меч“ (Unternehmen „Teutonenschwert“). Твърдението се оспорва като германска пропаганда.